# Filippo Andrea V Doria Pamphili
Filippo Andrea V Doria-Pamphili-Landi, XIII principe di Melfi (Roma, 29 settembre 1813 – Roma, 19 marzo 1876), è stato un nobile e politico italiano.

## Biografia

### Infanzia e ascesa
Era figlio del principe Luigi Giovanni Andrea (1779 - 1838) e di Teresa Orsini di Gravina (1788 - 1829, fondatrice dell'ordine religioso delle Suore Ospedaliere della Misericordia, già dichiarata "Serva di Dio"; è attualmente in corso il processo per la sua beatificazione). Alla morte del padre divenne Principe di Melfi e del Sacro Romano Impero, Duca e Marchese.

### Matrimonio
Il Principe sposò Maria Alathea Talbot, figlia del XVI conte di Shrewsbury, la cui sorella Gwendoline, negli stessi anni, era divenuta la moglie di Marcantonio V Borghese.  La coppia ebbe sei figli.

### Carriera politica
Ministro delle armi dello Stato pontificio, tra il 4 maggio e il 22 luglio del 1848, come assessore comunale di Roma per la polizia urbana, guardie municipali, vigili, guardia nazionale, tra il dicembre 1870 e il marzo 1871, guidò Roma in qualità di facente funzione di Sindaco.
Nel dicembre del 1870 venne nominato Senatore del Regno come appartenente alla categoria 21 dello Statuto Albertino.

### Morte
Il Principe di Melfi morì a Roma il 19 marzo 1876.

## Discendenza
Il principe Filippo Andrea V e Maria Alathea Talbot ebbero sei figli: 
- Teresa; sposò il duca Emilio Massimo;
- Giovanni Andrea, XIV principe di Melfi, privo di discendenza;
- Alfonso
- Guendalina; sposò il conte Gian Luca Cavazzi della Somaglia;
- Olimpia; sposò il principe Fabrizio Colonna Avella.

## Ascendenza
|                                                           |                                                   |                                                                  | Genitori                                                                  |  |  | Nonni |  |  | Bisnonni                                            |  |  | Trisnonni                                 |  |
|                                                           |                                                   |                                                                  |                                                                           |  |  |       |  |  | Giovanni Andrea Doria Landi, VIII principe di Melfi |  |  | Andrea Doria Landi, marchese di Torriglia |  |
|                                                           |                                                   |                                                                  |                                                                           |  |  |       |  |  | Giovanni Andrea Doria Landi, VIII principe di Melfi |  |  | Andrea Doria Landi, marchese di Torriglia |  |
|                                                           |                                                   | Livia Centurione                                                 |                                                                           |  |  |       |  |  | Giovanni Andrea Doria Landi, VIII principe di Melfi |  |  |                                           |  |
| Andrea Doria Landi Pamphili, IX principe di Melfi         |                                                   |                                                                  |                                                                           |  |  |       |  |  | Giovanni Andrea Doria Landi, VIII principe di Melfi |  |  |                                           |  |
|                                                           |                                                   | Eleonora Carafa della Stadera                                    | Ettore Carafa della Stadera, XI duca di Andria                            |  |  |       |  |  |                                                     |  |  |                                           |  |
|                                                           |                                                   | Eleonora Carafa della Stadera                                    | Ettore Carafa della Stadera, XI duca di Andria                            |  |  |       |  |  |                                                     |  |  |                                           |  |
|                                                           |                                                   | Eleonora Carafa della Stadera                                    | Francesca de Guevara                                                      |  |  |       |  |  |                                                     |  |  |                                           |  |
| Luigi Doria Landi Pamphili, X principe di Melfi           |                                                   | Eleonora Carafa della Stadera                                    |                                                                           |  |  |       |  |  |                                                     |  |  |                                           |  |
|                                                           |                                                   | Luigi Vittorio di Savoia-Carignano, principe di Carignano        | Vittorio Amedeo I di Savoia-Carignano, principe di Carignano              |  |  |       |  |  |                                                     |  |  |                                           |  |
|                                                           |                                                   | Luigi Vittorio di Savoia-Carignano, principe di Carignano        | Vittorio Amedeo I di Savoia-Carignano, principe di Carignano              |  |  |       |  |  |                                                     |  |  |                                           |  |
|                                                           |                                                   | Luigi Vittorio di Savoia-Carignano, principe di Carignano        | Maria Vittoria Francesca di Savoia                                        |  |  |       |  |  |                                                     |  |  |                                           |  |
| Leopoldina di Savoia-Carignano                            |                                                   | Luigi Vittorio di Savoia-Carignano, principe di Carignano        |                                                                           |  |  |       |  |  |                                                     |  |  |                                           |  |
|                                                           |                                                   | Cristina Enrichetta d'Assia-Rheinfels-Rotenburg                  | Ernesto Leopoldo d'Assia-Rheinfels-Rotenburg, langravio d'Assia-Rotenburg |  |  |       |  |  |                                                     |  |  |                                           |  |
|                                                           |                                                   | Cristina Enrichetta d'Assia-Rheinfels-Rotenburg                  | Ernesto Leopoldo d'Assia-Rheinfels-Rotenburg, langravio d'Assia-Rotenburg |  |  |       |  |  |                                                     |  |  |                                           |  |
|                                                           |                                                   | Cristina Enrichetta d'Assia-Rheinfels-Rotenburg                  | Eleonora Maria Anna di Löwenstein-Wertheim-Rochefort                      |  |  |       |  |  |                                                     |  |  |                                           |  |
| Filippo Andrea Doria Landi Pamphili, XI principe di Melfi |                                                   | Cristina Enrichetta d'Assia-Rheinfels-Rotenburg                  |                                                                           |  |  |       |  |  |                                                     |  |  |                                           |  |
|                                                           | Filippo Bernualdo Orsini, VII principe di Solofra | Domenico Orsini, VI principe di Solofra                          |                                                                           |  |  |       |  |  |                                                     |  |  |                                           |  |
|                                                           | Filippo Bernualdo Orsini, VII principe di Solofra | Domenico Orsini, VI principe di Solofra                          |                                                                           |  |  |       |  |  |                                                     |  |  |                                           |  |
|                                                           | Filippo Bernualdo Orsini, VII principe di Solofra | Anna Paola Flaminia Odescalchi                                   |                                                                           |  |  |       |  |  |                                                     |  |  |                                           |  |
| Domenico Orsini                                           | Filippo Bernualdo Orsini, VII principe di Solofra |                                                                  |                                                                           |  |  |       |  |  |                                                     |  |  |                                           |  |
|                                                           |                                                   | Maria Teresa Caracciolo                                          | Marino Francesco Caracciolo, VII principe di Avellino                     |  |  |       |  |  |                                                     |  |  |                                           |  |
|                                                           |                                                   | Maria Teresa Caracciolo                                          | Marino Francesco Caracciolo, VII principe di Avellino                     |  |  |       |  |  |                                                     |  |  |                                           |  |
|                                                           |                                                   | Maria Teresa Caracciolo                                          | Maria Antonia Carafa                                                      |  |  |       |  |  |                                                     |  |  |                                           |  |
| Teresa Orsini                                             |                                                   | Maria Teresa Caracciolo                                          |                                                                           |  |  |       |  |  |                                                     |  |  |                                           |  |
|                                                           |                                                   | Giuseppe Caracciolo, VI principe di Torella                      | Nicola Caracciolo, duca di Lavello                                        |  |  |       |  |  |                                                     |  |  |                                           |  |
|                                                           |                                                   | Giuseppe Caracciolo, VI principe di Torella                      | Nicola Caracciolo, duca di Lavello                                        |  |  |       |  |  |                                                     |  |  |                                           |  |
|                                                           |                                                   | Giuseppe Caracciolo, VI principe di Torella                      | Faustina de Cardenas                                                      |  |  |       |  |  |                                                     |  |  |                                           |  |
| Faustina Caracciolo                                       |                                                   | Giuseppe Caracciolo, VI principe di Torella                      |                                                                           |  |  |       |  |  |                                                     |  |  |                                           |  |
|                                                           |                                                   | Beatrice de Alarcón y Mendoza, XI marchesa della Valle Siciliana | Giuseppe Baccher Cartillar                                                |  |  |       |  |  |                                                     |  |  |                                           |  |
|                                                           |                                                   | Beatrice de Alarcón y Mendoza, XI marchesa della Valle Siciliana | Giuseppe Baccher Cartillar                                                |  |  |       |  |  |                                                     |  |  |                                           |  |
|                                                           |                                                   | Beatrice de Alarcón y Mendoza, XI marchesa della Valle Siciliana | Emanuela de Alarcón y Mendoza, X marchesa della Valle Siciliana           |  |  |       |  |  |                                                     |  |  |                                           |  |
|                                                           |                                                   | Beatrice de Alarcón y Mendoza, XI marchesa della Valle Siciliana |                                                                           |  |  |       |  |  |                                                     |  |  |                                           |  |